# Иван Вуковић Косача
Војвода Иван Вуковић Косача је средњовековни племић из породице Косача, син Вука Хранића Косаче и брат Сладоја Вуковића Косаче.
У црквеним списима се помиње као наручилац иконе Богородице са малим Исусом која је израђена у Маинама код Будве. Ова икона чувана је као културно благо Босне и Херцеговине у Уметничкој галерији Босне и Херцеговине у Сарајеву до почетка сукоба 1992. године када је из исте нестала. Икона до данас није пронађена.
Његов брат Сладоје Вуковић се потурчио и постао босански санџакбег, назван Ферхад-бег Вуковић. Као бег финансирао је изградњу сарајевске џамије Ферхадије.